# Республіканська вулиця (Кременчук)
Ву́лиця Республіка́нська — одна з вулиць Кременчука. Протяжність близько 2500 метрів.

## Розташування
Вулиця розташована в південній частині міста на правому березі Дніпра, є продовженням вулиці Макаренка, з`єднує район приватного сектору "Кострома" та мікрорайон багатоповерхівок "Раківка" . Починається з роздоріжжя вул. Михайла Драгоманова та пров. Івана Приходька та прямує на південь, де доходить до південно-східної межі міста в напрямку міста Дніпра.
Проходить через наступні вулиці (з початку до кінця):
- Івана Франка вулиця(примикає зправа)
- Насосна вулиця
  - (перетинає зправа наліво)
- Виноградна вулиця
  - (перетинає зправа наліво)
- Христини Алчевської вулиця
  - (примикає зліва)
- Ушинського провулок(примикає зправа)
- Сухомлинського Василя вулиця
  - (примикає зліва)
- Лікаря Бончука вулиця
  - (примикає зліва)
- Космічна вулиця(примикає зправа)
- Правобережна вулиця
  - (примикає зліва)
- Грушевий провулок
  - (примикає зліва)
- Січовий провулок
  - (примикає зліва)

## Будівлі та об'єкти
- Буд. № 76 — ЗОШ № 29[1]
- Буд. № 87 — ПТУ № 6[2]
- Крюківський ВагоноБудівний     Завод (КВБЗ)
- ПриватБанк
- Маркетопт
- АТБ
- Аптеки
- Пошта